# Lief zoals je bent
Lief zoals je bent is een single van de Nederlandse zangeres  Maan. De single kwam uit op 29 september 2018 als tweede single van haar EP Waar ga je heen. De single is o.a. geschreven door Anouk en Paul Sinha. De single kreeg een gouden status in Nederland.